# Rhinoptera
A Rhinoptera a porcos halak (Chondrichthyes) osztályának sasrájaalakúak (Myliobatiformes) rendjébe, ezen belül a sasrájafélék (Myliobatidae) családjába tartozó nem.

## Tudnivalók
A különböző Rhinoptera-fajok megtalálhatóak az Atlanti-, az Indiai- és a Csendes-óceánban is. Fajtól függően az úszófesztávolságuk 86-213,3 centiméter közöttire tehető.

## Rendszerezés
A nembe az alábbi 8 élő faj tartozik:
- Rhinoptera adspersa Müller & Henle, 1841
- Rhinoptera bonasus (Mitchill, 1815)
- Rhinoptera brasiliensis Müller, 1836
- Rhinoptera javanica Müller & Henle, 1841
- Rhinoptera jayakari Boulenger, 1895
- Rhinoptera marginata (Geoffroy Saint-Hilaire, 1817) - típusfaj
- Rhinoptera neglecta Ogilby, 1912
- Rhinoptera steindachneri Evermann & Jenkins, 1891

A fenti élő fajok mellett az alábbi 8 fosszilis faj is idetartozik (meglehet, hogy a lista hiányos):
- †Rhinoptera prisca Woodward, 1907
- †Rhinoptera rasilis Böhm, 1926
- †Rhinoptera raeburni White, 1934
- †Rhinoptera schultzi Hiden, 1995
- †Rhinoptera sherborni White, 1926
- †Rhinoptera smithii Jordan & Beal, 1913
- †Rhinoptera studeri Agassiz, 1843
- †Rhinoptera woodwardi Agassiz, 1843